# Potasch en Perlemoer (toneelstuk)
Potasch en Perlemoer (Engelse titel: Potash and Perlmutter) is een komedie van Montague Glass en Charles Klein, gebaseerd op eerder gepubliceerde kortverhalen van Glass.
Producent Albert H. Woods voerde het op Broadway op, waar het op 16 augustus 1913 in première ging in het George M. Cohan Theatre. Centraal staan de personages Abe Potash en Mawruss Perlmutter, twee Joodse zakenpartners in de kledingindustrie.

## Ontstaan en achtergrond

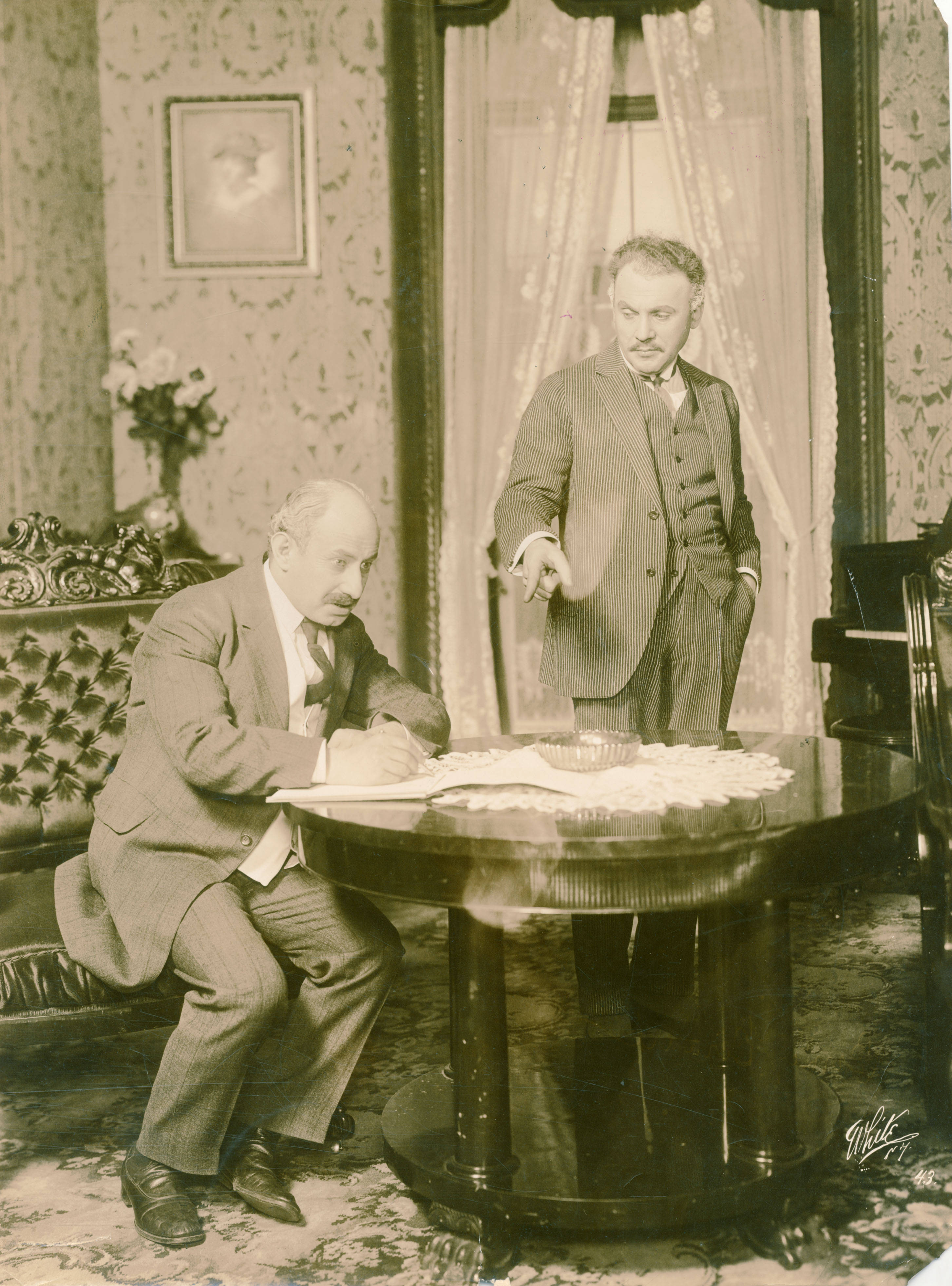
Scene uit Potasch en Perlemoer (1915)

Het stuk was een in New York een hit en speelde maar liefst twee jaar lang op Broadway, 441 optredens in totaal. Een productie op West End opende op 14 april 1914 in het Queen's Theatre. Tegen de herfst van 1914 waren maar liefst acht gezelschappen op tournee met het stuk.
Woods produceerde op toneel verschillende vervolgen, waaronder Abe en Mawruss (1915), Business Before Pleasure (1917), His Honor: Abe Potash (1919), Partners Again (1922), en Potash and Perlmutter, Detectives (1926), allemaal geschreven door Glass met verschillende co-auteurs.

## In Nederland

### Haghespelers en Hofstadtoneel
Op 19 juni 1915 ging in het Scheveningse Seinpost Theater de eerste Nederlandse productie van het stuk door toneelgezelschap Die Haghespelers, onder leiding van Eduard Verkade, in première. Abe Potash en Mawruss Perlmutter, nu verdietst tot Ebie Potasch en Maurits Perlemoer, werden hierin gespeeld door respectievelijk Cor Ruys en Cor van der Lugt Melsert. De rol van Irma Potasch werd gespeeld door Ruys' echtgenote, actrice Tilly Lus.
Het stuk kreeg een uitstekende pers, en ook regisseur Verkade was tevreden. In een brief aan Cor Ruys schreef hij:
'Nadat ik het stuk had  ingestudeerd zag ik jullie een week of twee daarna vanaf het balcon en rolde met mijn stoel bijna in de stalles om alles wat daaruit gegroeid was - prachtig menselijk!'
In 1918 regisseerde Van der Lugt Melsert een productie van het stuk voor het Hofstad Tooneel. Ruys keerde terug als Potasch, de rol van Perlemoer werd vertolkt door Louis Chrispijn jr.. Het stuk ging tweemaal in reprise, in seizoen 1922/1923 en 1925/1926.

### Cor Ruys en Co.
In 1919 ging Ruys met het door hem opgezette gezelschap Tooneel Ensemble Cor Ruys en Co. op tournee door Nederlands-Indië. Het gezelschap opende met een productie van Potasch, die insloeg als een bom; kranten in Soerabaja oordeelden: "wij hebben dan eindelijk weer eens een goed toneelgezelschap in ons midden: Ruys en de zijnen zijn welkom!"
In maart 1927 nam Ruys met een laatste Indische productie van Potasch in Soerabaja afscheid van de Oost, en keerde terug naar Nederland. Daar richtte hij een nieuw gezelschap op genaamd Het Centraal Tooneel, waarmee hij in oktober van datzelfde jaar opnieuw Potasch en Perlemoer ten tonele bracht. Perlemoer werd nu gespeeld door Louis de Bree, met wie Ruys gedurende de jaren die volgden een populair duo zou vormen. Tilly Lus speelde de rol van Ruth Goldberg. Ruys en De Bree voerden het stuk opnieuw op in 1930 bij het Ruys Ensemble.

### Kaart en Boskamp
Op 24 december 1950 ging voor het eerst sinds de Tweede Wereldoorlog een productie van Potasch en Perlemoer in premiere, met een geheel nieuw duo in de titelrollen: Johan Boskamp en Johan Kaart. Het duo zou het stuk zeker 3500 maal opvoeren, tot in 1970. 

### Volkstoneel
De eerste muziektheater-versie van het stuk, bewerkt door Eli Asser en op muziek van Martin Kesseler, is ten tonele gebracht door het Amsterdams Volkstoneel. Ondanks moeilijkheden tijdens de repetitieperiode - het plotseling overlijden van artistiek leidster Beppie Nooij en een conflict omtrent haar opvolging - ging Potasch & Perlemoer, hofleveranciers, nu onder leiding van acteur-regisseur Jules Croiset, op 17 oktober 1979 in première.

## Verfilmingen
- In 1923 werd het toneelstuk bewerkt tot stomme film, geregisseerd door Clarence G. Badger. De film, Potash and Perlmutter was de eerste productie van het bedrijf van Samuel Goldwyn. Toneelsterren Alexander Carr en Barney Bernard, die op de planken al eerder de hoofdrollen hadden vertolkt, keerden terug voor de film.
- In 1924 volgde een vervolg, eveneens geproduceerd door Goldwyn, genaamd In Hollywood with Potash and Perlmutter. Carr keerde terug, maar Bernard was in maart van dat jaar overleden. Zijn rol werd overgenomen door George Sidney.
- Een derde Goldwyn-film genaamd Partners Again verscheen in 1926, wederom met Carr en Sidney. Het is een van slechts twee Amerikaanse films die enkel bewaard zijn gebleven op 8mm.
- In 1927 produceerde de Britse divisie van Phonofilm een korte film met Augustus Yorke en Nicholas Adams in de titelrollen.